# سرخرگ زیرترقوه‌ای
سرخرگ زیرترقوه ای (زیرچنبری) یا شریان سابکلاوین (به انگلیسی: Subclavian artery) یکی از سرخرگ‌های  قفسه سینه است که در تغذیه اندام فوقانی نقش دارد. همچنین شاخه‌هایی از این سرخرگ به گردن و مغز می‌روند. سرخرگ زیربغلی (آگزیلاری) که سرخرگ بازویی (براکیال) را ایجاد می‌کند، ادامه سرخرگ زیرترقوه‌ای است. یکی از شاخه‌های مهم سرخرگ زیرترقوه‌ای، سرخرگ مهره‌ای است. دو سرخرگ مهره‌ای در کنار پل مغزی، سرخرگ قاعده‌ای (بازال) را تشکیل می‌دهند. سرخرگ‌های مهره‌ای و قاعده‌ای، دستگاه مهره‌ای قاعده‌ای  را می‌سازند. این دستگاه وظیفه خون‌رسانی به بخش پشتی مغز را برعهده دارد.

## مبدا
سرخرگ زیرترقوه‌ای چپ مستقیماً از قوس آئورت جدا می‌گردد. سرخرگ زیرترقوه‌ای راست از سرخرگ بازویی-سری (Brachiocephalic artery) یا تنه براکیوسفالیک که سرخرگ بی نام نیز خوانده می‌شود، منشعب می‌گردد.

## شاخه‌ها
سرخرگ‌هایی که از سرخرگ زیرترقوه‌ای (زیرچنبری) جدا می‌گردند عبارتنداز:
- سرخرگ مهره‌ای
- سرخرگ سینه‌ای داخلی [۳]
- تنه تیروئیدی-گردنی [۴]
- تنه دنده‌ای-گردنی [۵]
- سرخرگ کتفی-پشتی [۶]

## نگارخانه

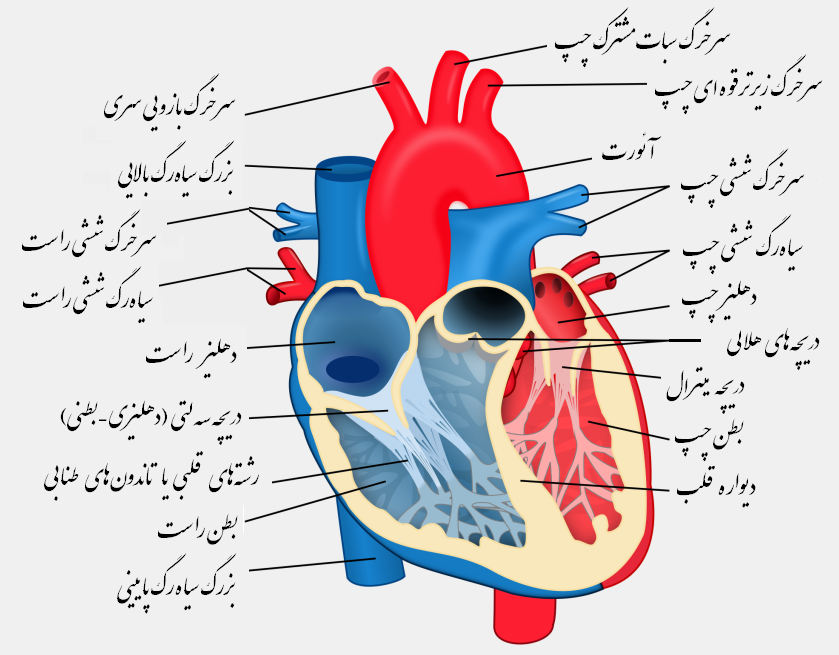
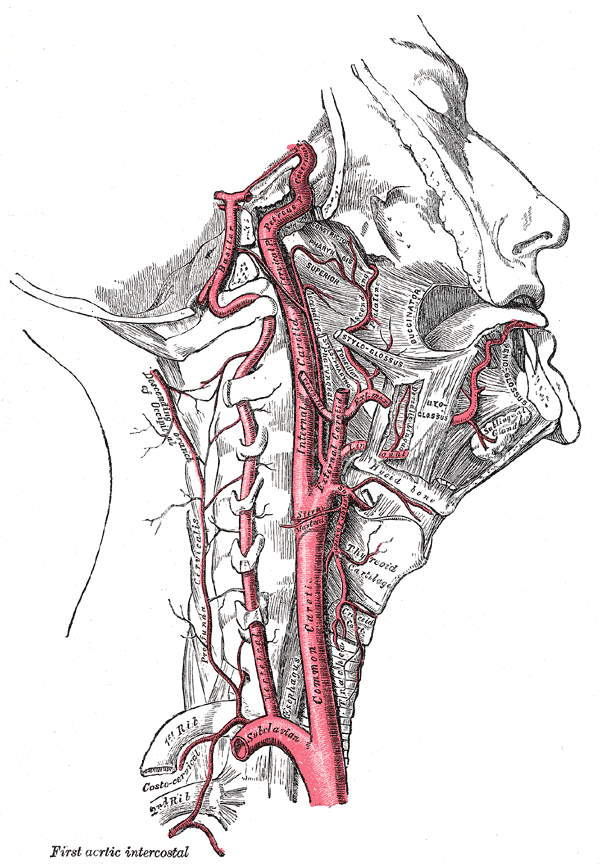
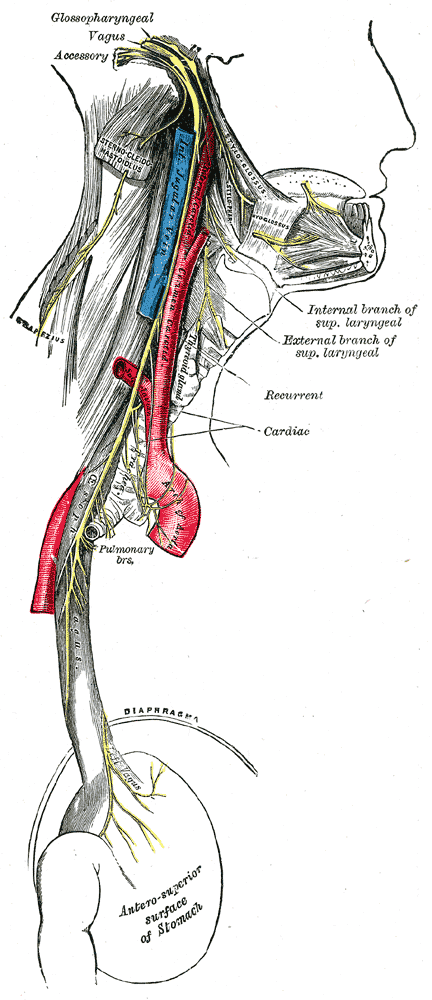
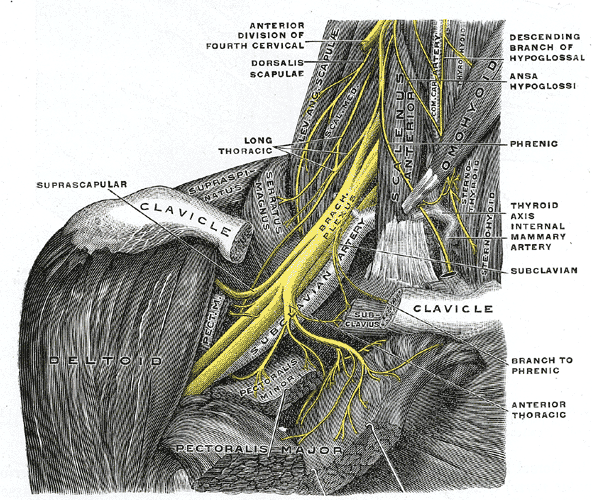
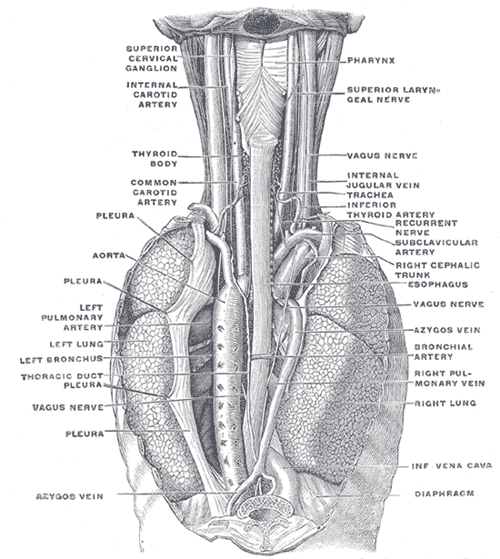
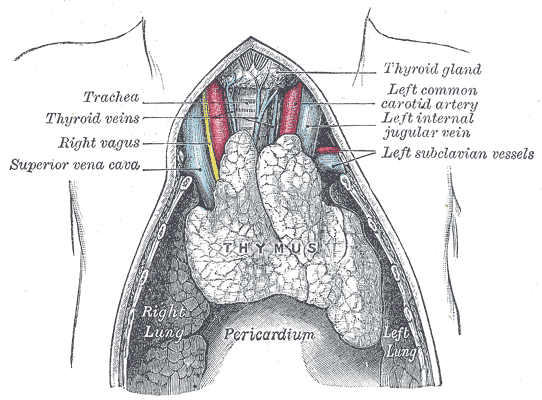
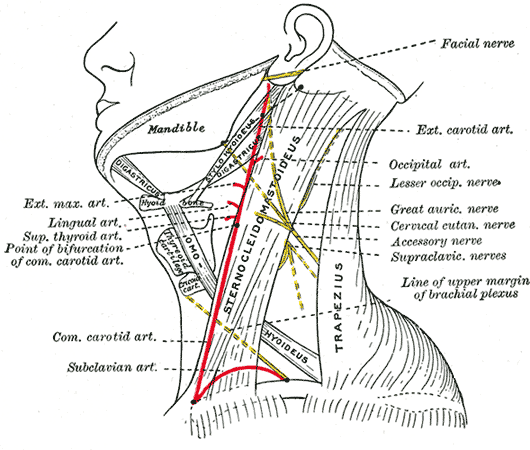
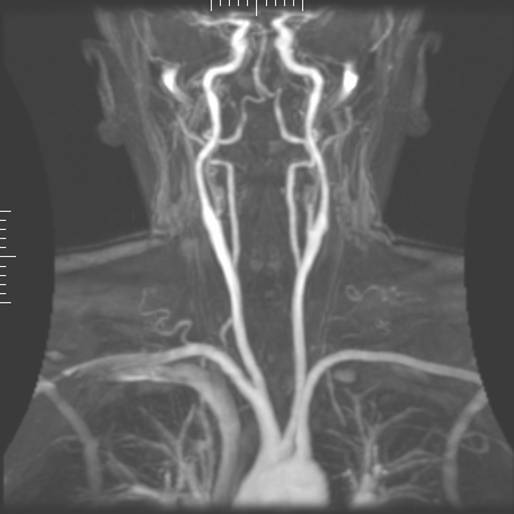
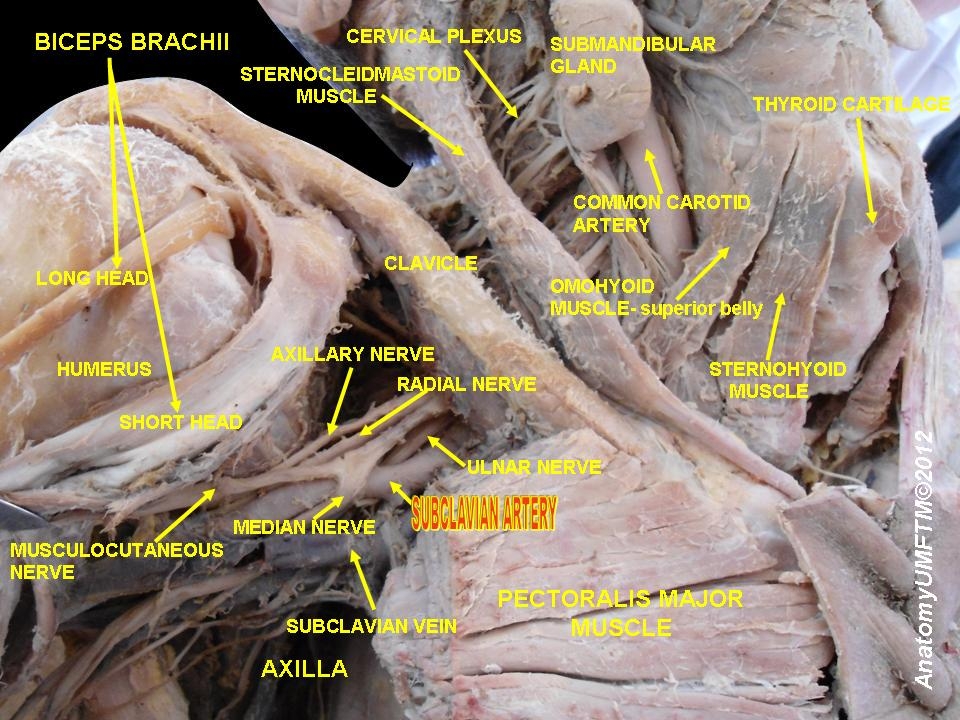
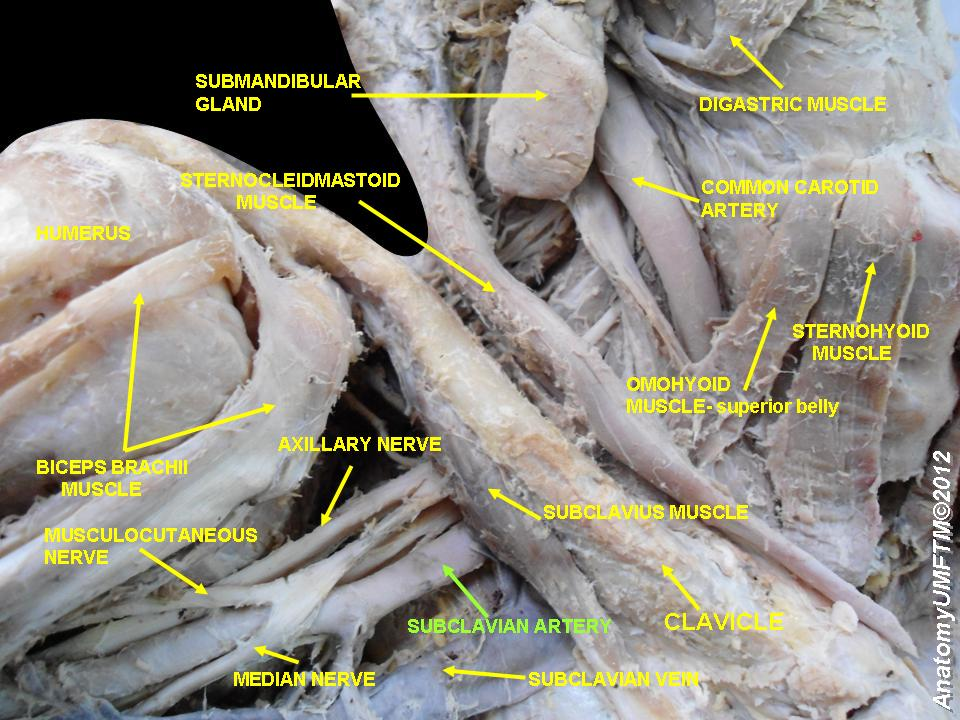
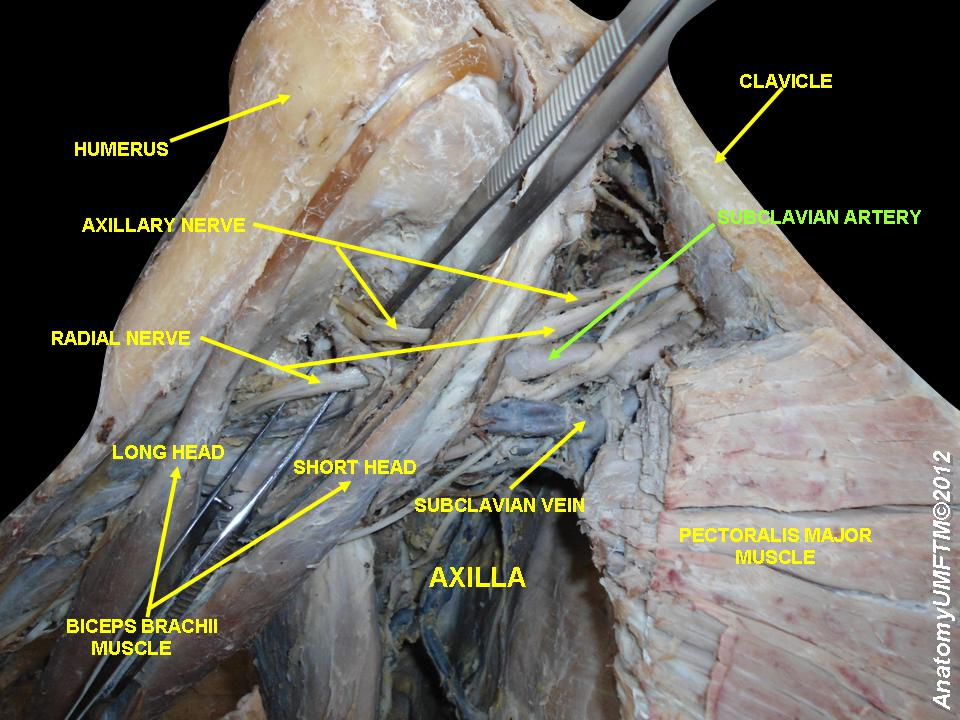
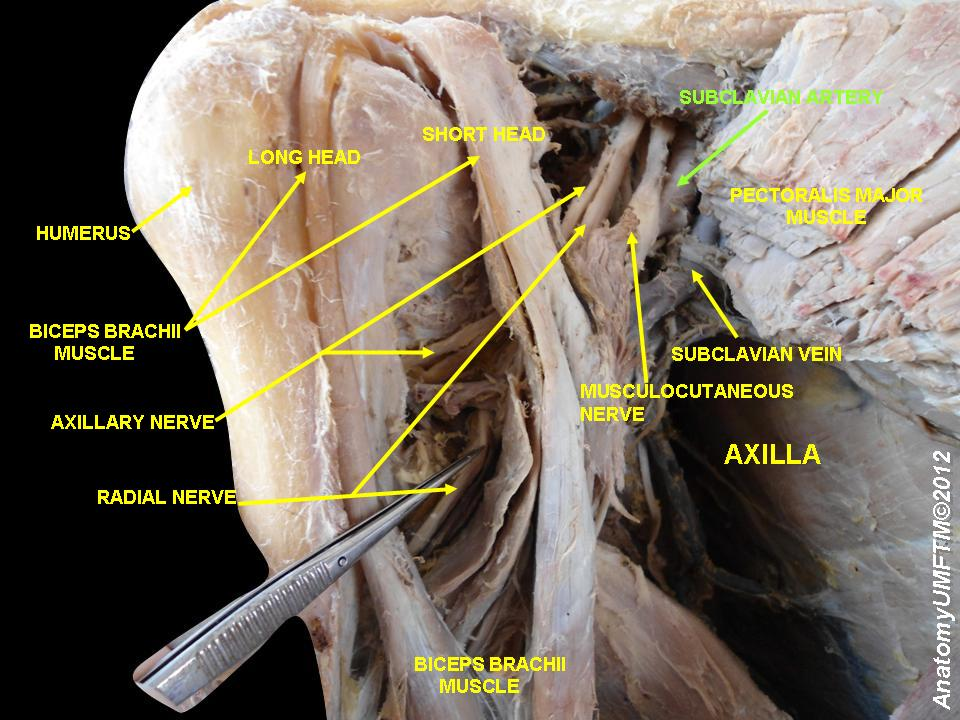
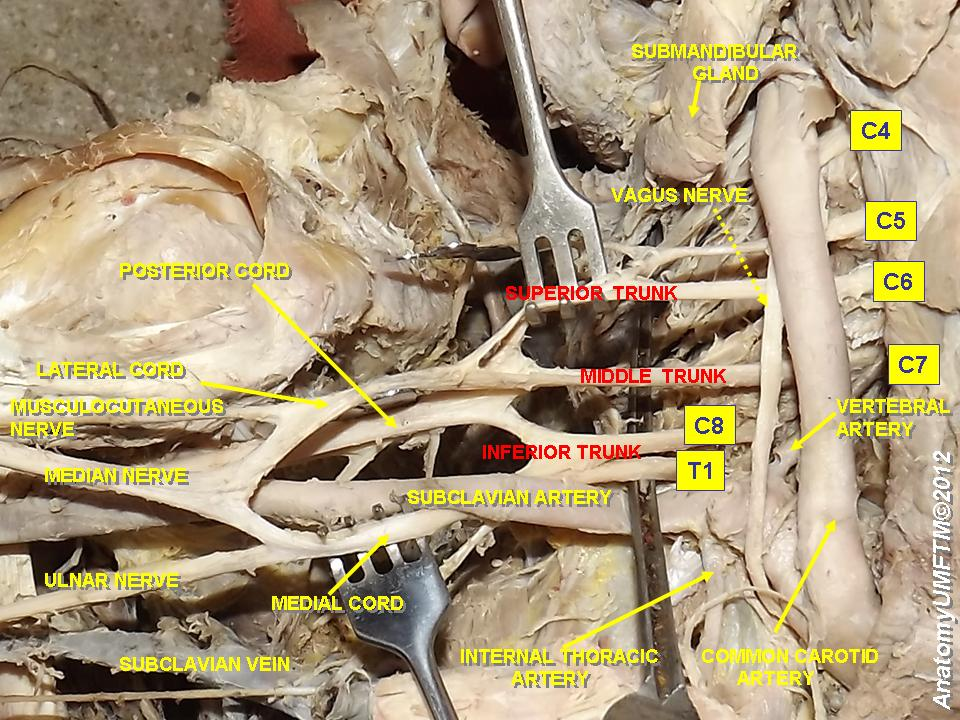
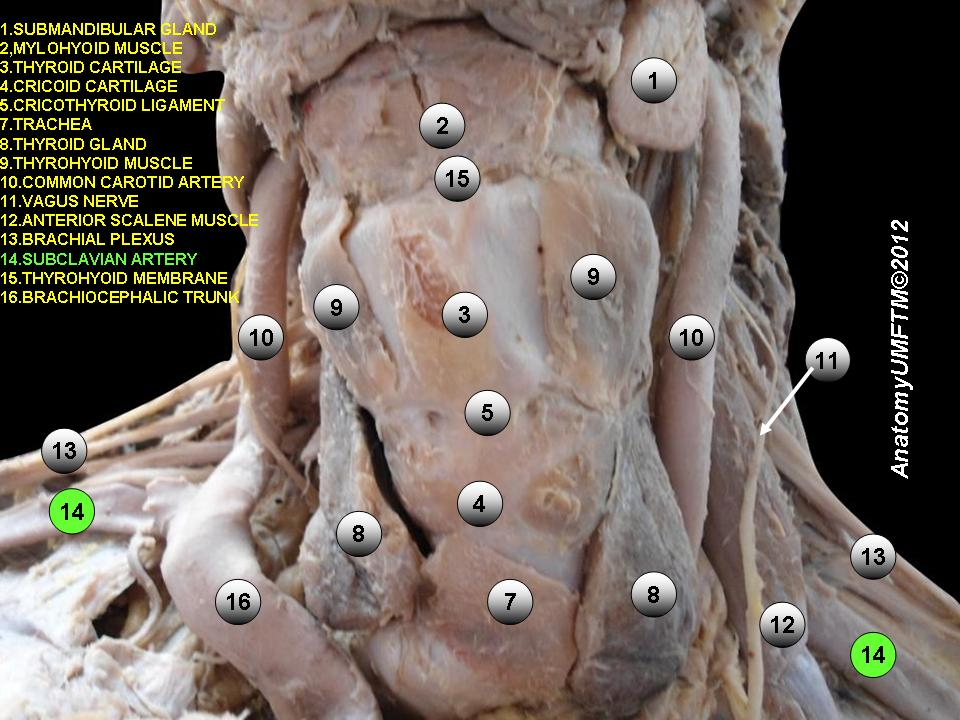
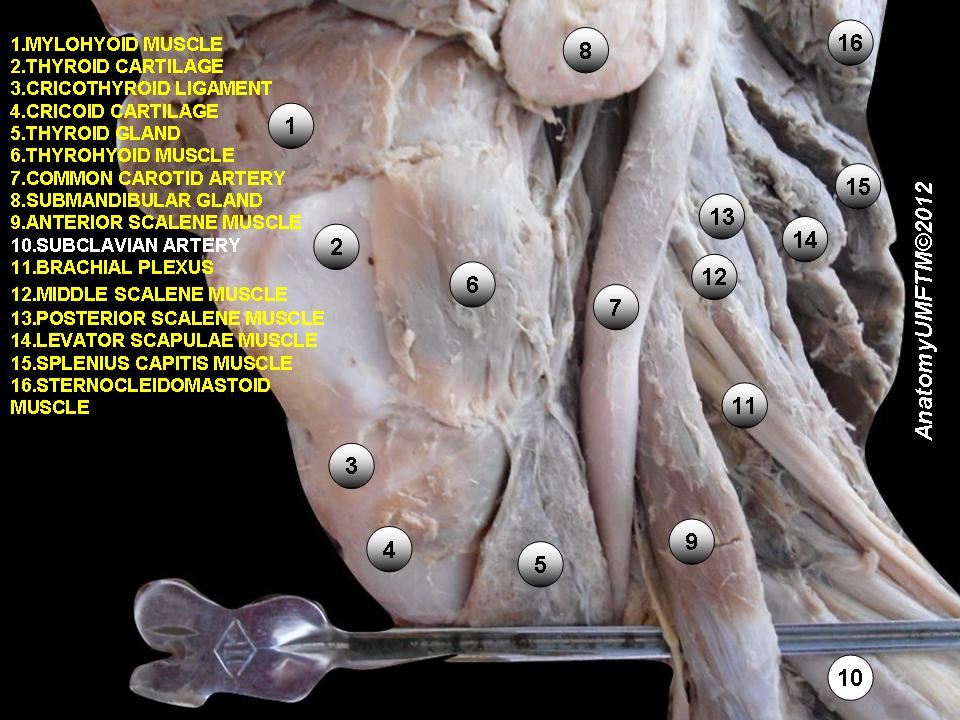
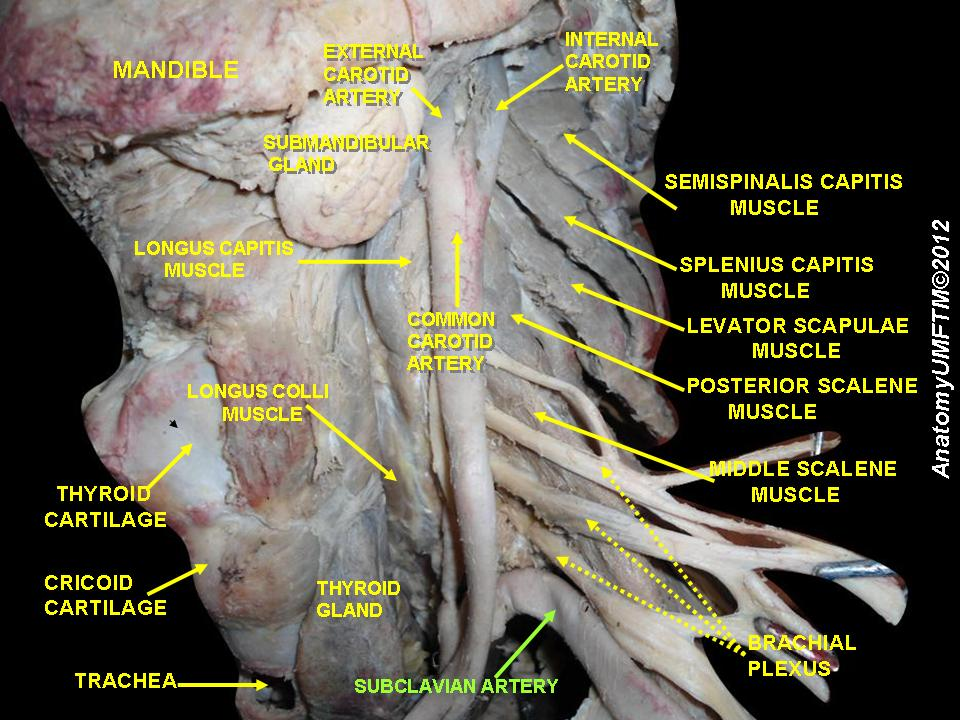